# Brigitte Soubeyran

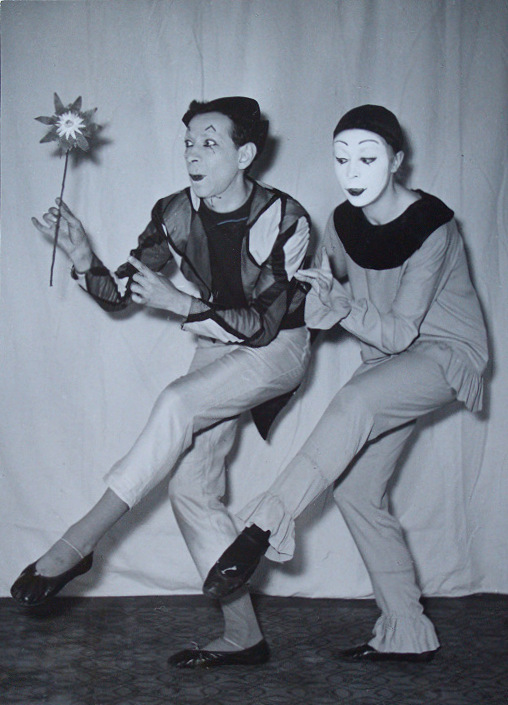
Jean and Brigitte Soubeyran im Stück Im Zirkus (1950)

Brigitte Soubeyran, geb. Worringen, spätere Grashof-Soubeyran (* 1932 in Köln; † 16. Januar 2015 in Klausthal) war eine deutsche Schauspielerin und Regisseurin.

## Leben
Brigitte Worringen war gelernte Schneiderin. Sie kam zu Beginn der 1950er Jahre zum Pantomimen-Ensemble von Jean Soubeyran, den sie dann heiratete und von dem sie 1957 Sohn Manuel bekam. Bereits 1955 kam es zu einer Gastspielreise durch die Bundesrepublik und die DDR. Hier wurde sie gemeinsam mit ihrem Mann von Bertolt Brecht an das Berliner Ensemble eingeladen und wirkte dort bis in die 1960er Jahre als Pantomime-Lehrerin, Choreografin und Bewegungsregisseurin. 
1959 siedelte Brigitte Soubeyran ganz in die DDR über, aus politischer Überzeugung und weil es dort aus ihrer Sicht das bessere Theater gab. Sie wurde am Deutschen Theater eine enge Mitarbeiterin des Regisseurs Benno Besson. So wirkte sie als Schauspielerin und Choreografin an so legendären Inszenierungen wie Der Frieden (1962) von Peter Hacks (nach Aristophanes) mit. Die ausgebildete Tänzerin und Pantomimin war als Assistentin Bessons auch für das Schauspieltraining zuständig, sollte auch „die Körper der Schauspieler das Sprechen lehren“. In dieser Zeit lebte sie mit Wolf Biermann zusammen, der an der Humboldt-Universität zu Berlin studierte und von dem sie ein Kind bekam. Gemeinsam gründeten sie das Berliner Arbeiter-Theater (b.a.t), welches 1963 aus politischen Gründen wieder geschlossen wurde. Später wurde es das Studio der Hochschule für Schauspielkunst „Ernst Busch“ Berlin, an der Brigitte Soubeyran jahrzehntelang als Dozentin tätig war und als Professorin berufen wurde. 
Mit Besson wechselte sie 1969 an die Berliner Volksbühne, wo sie ab 1971 selbst zu inszenieren begann, was zu dieser Zeit für eine Frau noch ungewöhnlich war. Nach ihrem Weggang von der Volksbühne 1978 widmete sie sich an der Seite des Schauspielers Christian Grashof, neben Inszenierungen als freie Regisseurin in Budapest, Tübingen, Köln, Spoleto und Chemnitz, mehr und mehr dem Schreiben.
Am 16. Januar 2015 starb sie im uckermärkischen Klausthal, wo sie seit 1999 in einer Landkommune lebte. Brigitte Soubeyran ist die Mutter von Manuel Soubeyrand, der unter anderem Intendant der Neuen Bühnen Senftenberg war, und von Jonas Soubeyrand, dem Leiter der Klausthaler Puppenbühne.

## Filmografie
- 1959: Weißes Blut

## Theater: Darstellerin
- 1955: Pantomimentheater – Regie: Jean Soubeyran (Gastspiel im Landestheater Tübingen)
- 1956: Pantomimentheater – Regie: Jean Soubeyran (Gastspiel im Kabarett-Theater Distel)
- 1962: Peter Hacks (nach Aristophanes): Der Frieden (Lenzwonne) – Regie: Benno Besson (Deutsches Theater Berlin)
- 1964: Peter Hacks (nach Offenbach/Meilhac/Halévy): Die schöne Helena (Galeere) – Regie: Benno Besson (Deutsches Theater Berlin – Kammerspiele)

## Theater: Regie
- 1971: Carlo Goldoni: Der Diener zweier Herren (Städtisches Theater Karl-Marx-Stadt)
- 1971: Carlo Gozzi: König Hirsch – Regie mit Benno Besson (Volksbühne Berlin)
- 1972: Tirso de Molina: Don Gil von den grünen Hosen (Volksbühne Berlin)
- 1973: Mittelalterliches Jahrmarktstück: Vom Furz (Volksbühne Berlin – Linkes Seitenfoyer)
- 1973: Molière: Der fliegende Arzt (Volksbühne Berlin – Rechtes Seitenfoyer)
- 1973: Denis Diderot: Rameaus Neffe – Regie mit Ernstgeorg Hering/Helmut Straßburger (Volksbühne Berlin – Sternfoyer)
- 1974: István Örkény: Katzenspiel (Volksbühne Berlin)
- 1975: Jean Racine: Britannicus (Volksbühne Berlin)
- 1976: Siegfried Matthus/Peter Hacks: Omphale (Deutsches Nationaltheater Weimar)
- 1977: Euripides: Medea – Regie mit Horst Sagert (Deutsches Theater Berlin)
- 1978: Bertolt Brecht: Mann ist Mann (NEPSZINHAZ, Volkstheater auf der Budapester Burg, Ungarn)
- 1979: Ferenc Molnár: Liliom – Regie mit Irene Böhme (Volksbühne Berlin)
- 1981: Bertolt Brecht: Mann ist Mann (Landestheater Tübingen)
- 1983: Gotthold Ephraim Lessing: Emilia Galotti (Landestheater Tübingen)
- 1984: Anton Tschechow: Die Möwe (Landestheater Tübingen)
- 1997: Bertolt Brecht: Der gute Mensch von Sezuan (Schauspielhaus Chemnitz)
- 1997: Gotthold Ephraim Lessing: Nathan der Weise (Schauspielhaus Chemnitz)
- 2000: Peter Hacks (nach Offenbach/Meilhac/Halévy): Die schöne Helena – Regie mit Christoph Schroth (Staatstheater Cottbus)

## Hörspiele
- 1969: Peter Hacks nach Aristophanes: Der Frieden (Lenzwonne) – Regie: Wolf-Dieter Panse (Hörspiel – Radio DDR II)